# Eurostar
Pour les articles homonymes, voir Eurostar (homonymie).

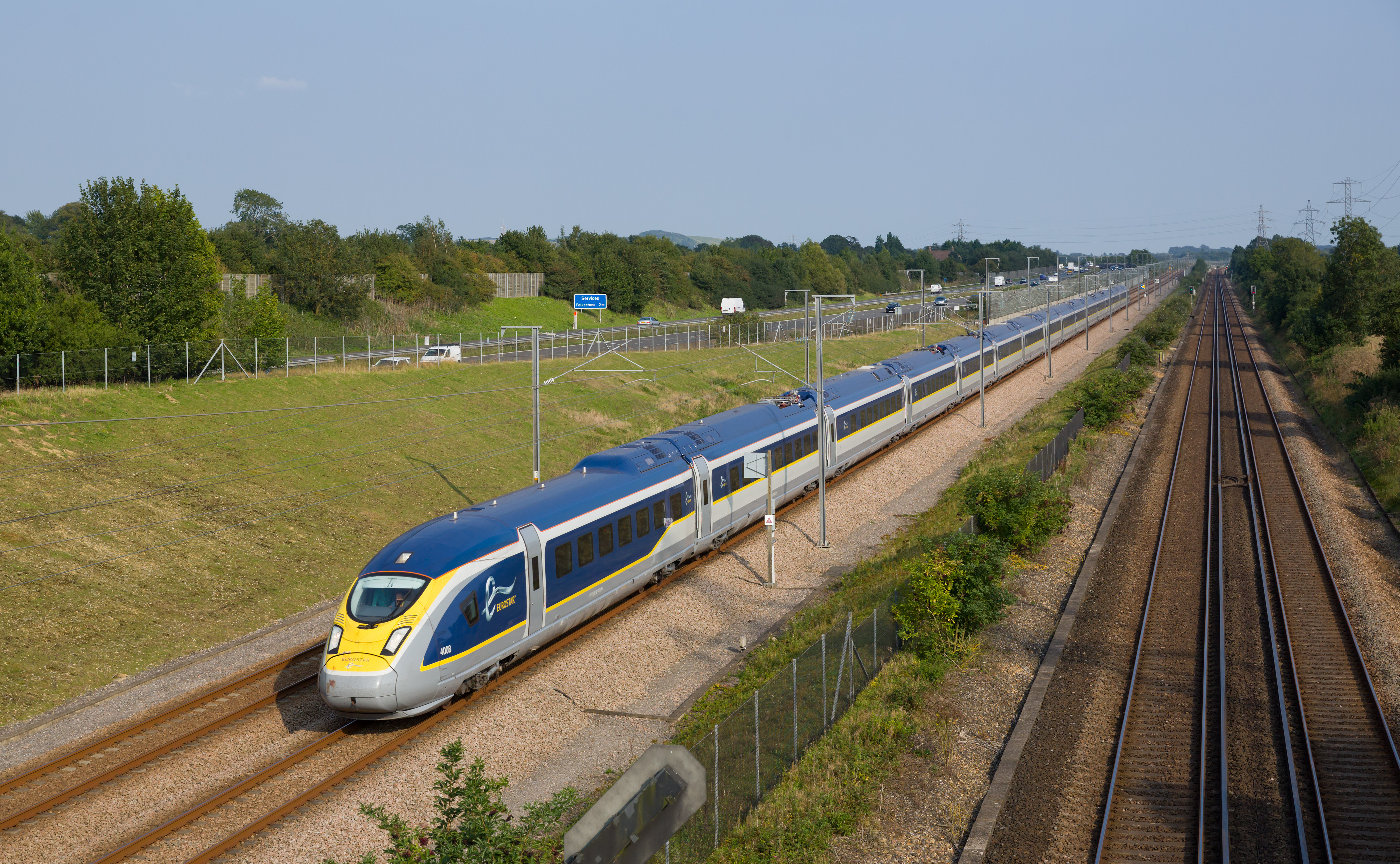
Rame Eurostar e320.

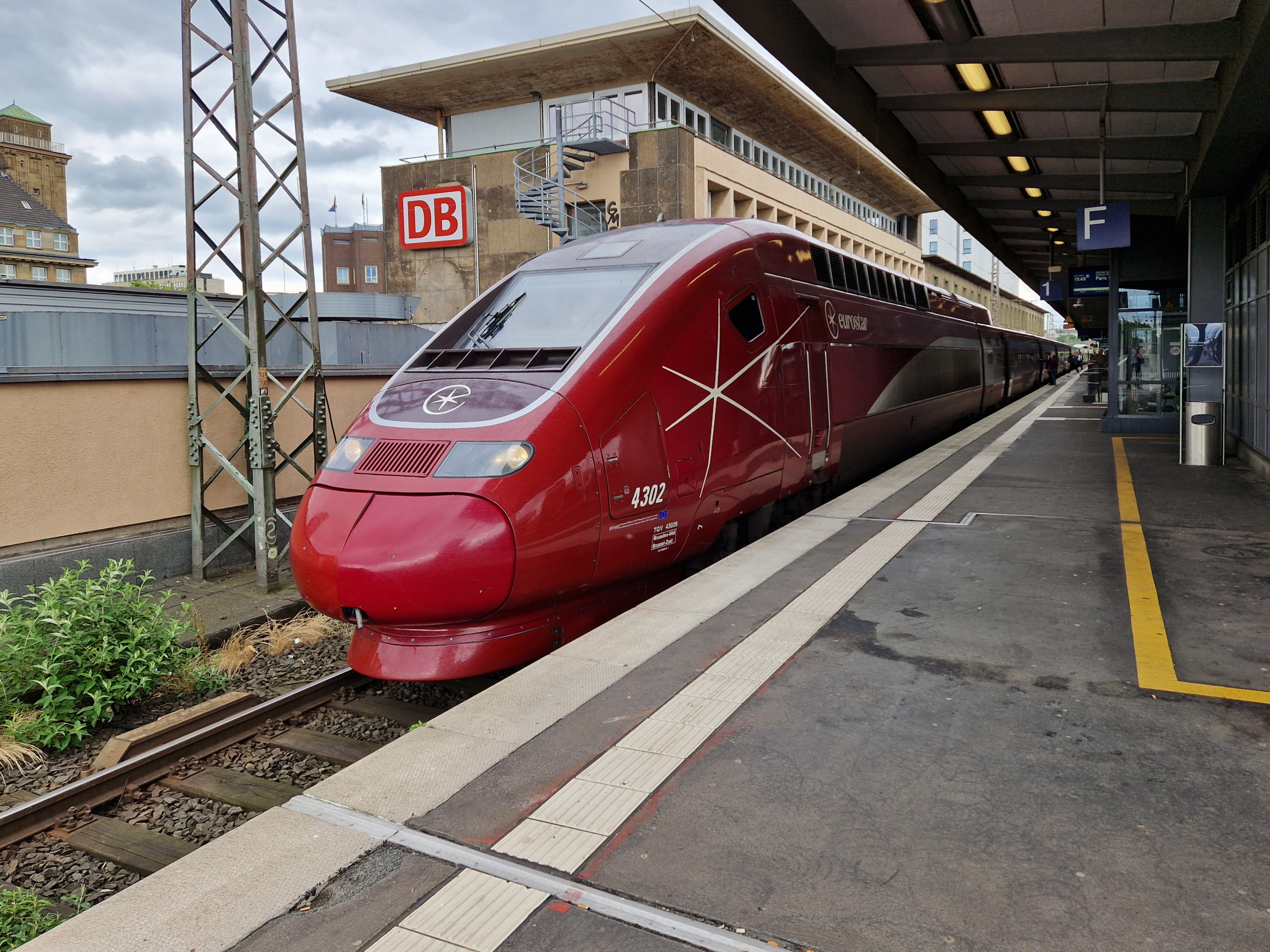
TGV PBKA (ex-Thalys) en gare centrale d'Essen, avec la livrée rouge.

Eurostar International Ltd est une entreprise ferroviaire franco-britannique, qui exploite depuis 1994 les trains à grande vitesse reliant Paris, ainsi que Bruxelles (via Lille) et Amsterdam (via Rotterdam), à Londres, en empruntant le tunnel sous la Manche. On appelle également Eurostar les trains à grande vitesse utilisés par l'entreprise : les rames TGV TMST (TMST pour TransMancheSuperTrain), mais également les Eurostar e320.
Depuis la première journée d’exploitation commerciale d'un train Eurostar le 14 novembre 1994, des lignes à grande vitesse ont été construites en Belgique (LGV 1) et au Royaume-Uni (High Speed 1) et permettent de relier la gare de Saint-Pancras de Londres à la gare de Lille-Europe en 1 h 20 min, à la gare de Bruxelles-Midi en 1 h 51 min et à la gare de Paris-Nord en 2 h 15 min[réf. à confirmer].
En août 2009, Eurostar a franchi la barrière de 100 millions de voyageurs transportés depuis sa création. En 2010, elle revendique 70 % du trafic passagers sur les axes Paris – Londres et Bruxelles – Londres, avec une cinquantaine de trains passant par le tunnel quotidiennement. En 2013, Eurostar a transporté 10 millions de passagers, portant à 140 millions de passagers depuis le lancement du service transmanche il y a vingt ans.
Eurostar est une société détenue en totalité depuis avril 2022 par Eurostar Group, holding qui possède également les activités Thalys. Le 1er octobre 2023, le réseau Eurostar intègre les liaisons jusqu'alors exploitées avec la marque Thalys ; les trains correspondants (TGV PBA et PBKA) conservent leur livrée rouge, mais le logo Thalys y est remplacé par le nouveau logo Eurostar.

## Histoire
L'idée de creuser un tunnel sous la Manche, permettant de relier la France et le Royaume-Uni, remonte à 1802, mais il faut attendre la deuxième moitié du XIXe siècle pour qu'un tel ouvrage soit sérieusement envisagé et 1986 pour que les deux pays lancent officiellement le projet de liaison ferroviaire internationale, comprenant un service de navettes de fret transportant les camions, un service de navettes tourisme transportant les voitures et les autocars et un service de trains de voyageurs à grande vitesse, le futur Eurostar.
British Rail et la Société nationale des chemins de fer français (SNCF) ont signé un contrat avec Eurotunnel désormais Getlink pour pouvoir exploiter la moitié de la capacité du tunnel. En 1987, la Belgique, la France et le Royaume-Uni ont créé un groupe de projet international (GPI) afin d'élaborer un train pouvant offrir un service international à grande vitesse à travers la Manche. La technologie retenue dérive des TGV français mais avec certaines adaptations pour tenir compte du gabarit du tunnel et des spécificités du réseau britannique.
Pendant la construction du tunnel il avait également été prévu de créer le Regional Eurostar, visant à prolonger les trains venant de Paris et Bruxelles au-delà de Londres et le Nightstar, un service de train de nuit de Paris, Amsterdam, Dortmund et Francfort vers Londres, Manchester, Plymouth et Swansea (avec correspondance maritime vers l'Irlande) ainsi que vers Édimbourg et Glasgow. Le matériel a été construit mais l'exploitation a été annulée en raison de perspectives de trafic peu favorables : les rames du « Régional » circulaient comme TGV entre Paris et Lille avant d'être réformées au profit des rames Duplex et les voitures-lits ont été cédées à Via Rail Canada qui les exploite en tant que voitures Renaissance.

### 1994: Tunnel sous la Manche et LGV Nord française
Après l'inauguration de la LGV Nord en mai 1993 et du tunnel sous la Manche en mai 1994 commence une période d'essai pendant laquelle de nombreuses rames Eurostar traversent la Manche. Les liaisons commerciales régulières entre Londres et Paris débutent le 14 novembre 1994.
Les rames Eurostar circulent en France sur LGV à la vitesse maximale de 300 km/h et traversent la Manche en empruntant le tunnel sous la Manche à la vitesse de 160 km/h : la traversée s'effectue en 20 minutes, contre environ 33 minutes pour les navettes Eurotunnel.

### 1997: la LGV 1 belge

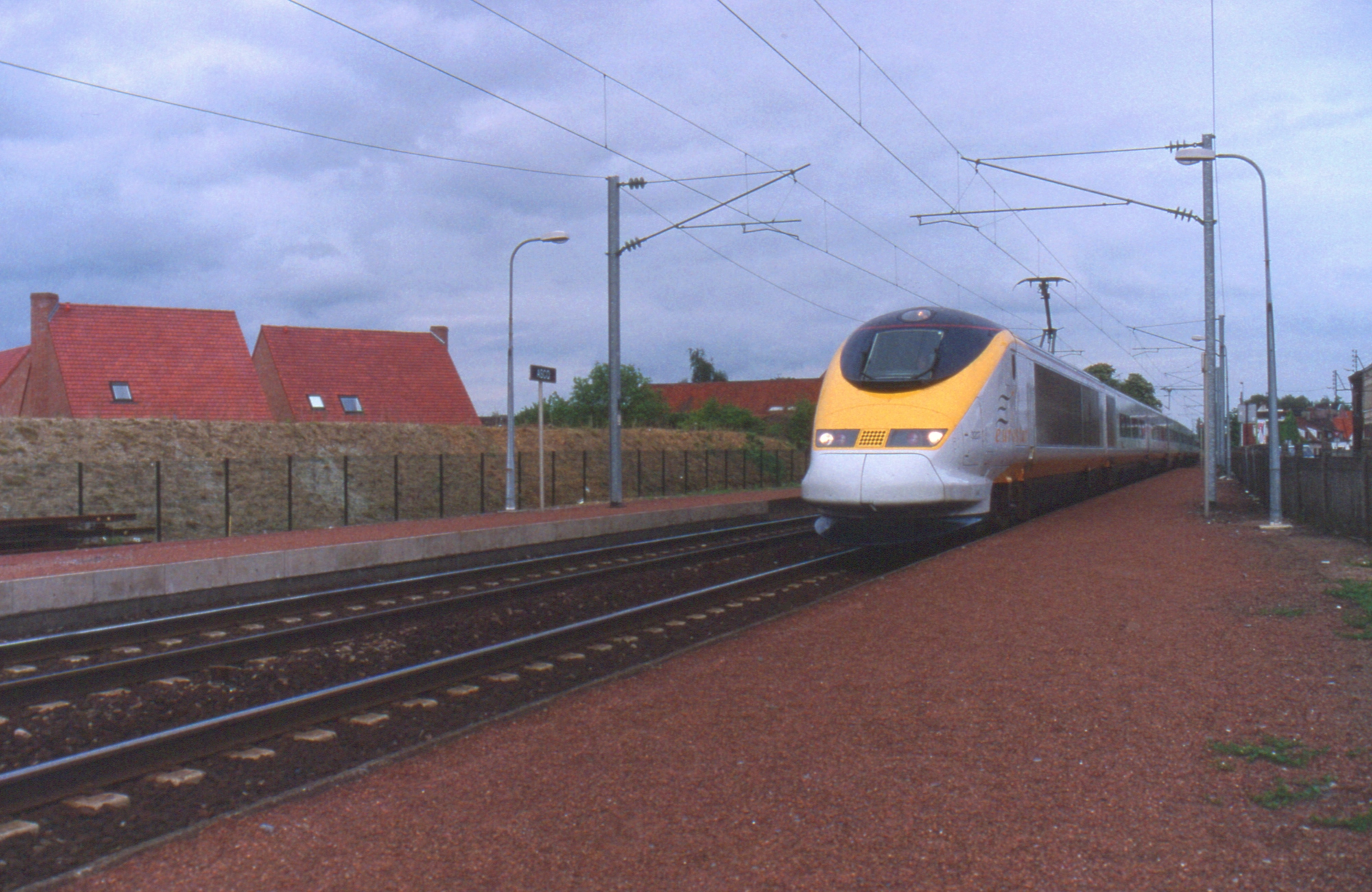
Eurostar Bruxelles – Londres passant à Ascq, avant la construction de la LGV 1.

La LGV 1, ouverte au trafic le 14 décembre 1997, est la première ligne à grande vitesse belge et relie le triangle de Fretin (en France, à 11 km de la frontière) à Bruxelles. D'une longueur de 88 km, elle est utilisée pour les trajets Bruxelles–Paris et Bruxelles–Londres et a permis de réduire la durée du trajet entre les capitales belge et britannique de 20 minutes.
Une liaison hivernale est lancée fin 1997 entre Londres et Bourg-Saint-Maurice.
En 2002, une liaison estivale est lancée entre Londres et Avignon-Centre.

### 2003-2007: High Speed 1 britannique
En Grande-Bretagne, les trains utilisaient la ligne classique via Ashford (vitesse maximale 160 km/h) jusqu'à l'ouverture de la première ligne à grande vitesse britannique. Le tronçon de 108 km a été mis en service en deux temps, en septembre 2003 entre Folkestone et Fawkham Junction (74 km) et en novembre 2007 entre Fawkham Junction et Londres (34 km, dont 22 dans le tunnel).
Le 30 juillet 2003, peu avant l'ouverture du premier tronçon de la première ligne à grande vitesse britannique, une rame Eurostar établit le record de vitesse ferroviaire en Grande-Bretagne à 334,7 km/h.
Le 27 septembre 2003, un nouveau record est établi entre Londres et Paris avec le train 9022 dont la marche emprunte la CTR1 classique (via Brixton, Herne Hill, Penge, Beckenham Jt, Bickley, St Mary Cray, Swanley, Southfleet Jt) puis la CTRL 1. Les vitesses sont portées exceptionnellement à 170 km/h contre 160 km/h dans le tunnel sous la Manche et au-delà des 300 km/h sur la LGV Nord. La motrice 3008 monte en vitesse au sud de Croisilles et atteint la vitesse de 324,2 km/h à Beugnâtre. Londres - Paris est ainsi réalisé en 2 h 18 min. Le président de la SNCF Louis Gallois, son adjoint Guillaume Pepy et Richard Brown, directeur d'Eurostar seront présents à l'arrivée en gare de Paris Nord pour marquer l'évènement.
La ligne est ensuite officiellement ouverte au trafic le 28 septembre 2003 et permet de réduire de 21 minutes la durée du trajet entre Londres et Bruxelles (2 h 35 min) et Londres et Paris (2 h 44 min).
Le 17 mai 2006, à l'occasion de la présentation du film Da Vinci Code, une rame Eurostar transportant l'équipe du film a relié sans escale les 1 421 km séparant Londres et Cannes, établissant ainsi le record de la plus longue liaison internationale sans arrêt.
Le 10 décembre 2006, l'ouverture d'un viaduc de 435 m de long à l'entrée de gare de Bruxelles-Midi permet aux rames Eurostar de traverser rapidement 22 voies de circulation et de les séparer du trafic régional. Ce viaduc permet de raccourcir la durée du trajet Bruxelles - Londres de 4 minutes, le trajet dure 2 h 11 min (au lieu de 2 h 15 min auparavant).
En septembre 2007, juste avant l'ouverture de la ligne HS1, une rame Eurostar bat des records de vitesse en reliant Paris à Londres en 2 h 3 min 39 s et Bruxelles à Londres en 1 h 43 min. Le 6 novembre 2007, la reine Élisabeth II inaugure la gare de Saint Pancras International. Dans la nuit du 13 au 14 novembre, la gare de Waterloo International est définitivement fermée et le terminus est transféré à la gare de Saint-Pancras, mettant ainsi Londres à 1 h 20 min de Lille, 1 h 50 min de Bruxelles et 2 h 15 min de Paris.
L'accès à Londres St-Pancras de véhicules ferroviaires à gabarit continental est désormais possible, et 6 voies à quais bas (les voies centrales 5 à 10) sont réservées aux TGV.

### Arrivée annoncée de la concurrence de la Deutsche Bahn
En décembre 2009, la société Eurotunnel annonce que la Deutsche Bahn pourra faire rouler des trains de voyageurs dans le tunnel et donc concurrencer Eurostar. La première traversée d'un train ICE de la Deutsche Bahn a été réalisée le 19 octobre 2010, toutefois une locomotive fret a tracté la rame DB durant le premier passage du Tunnel sous la Manche, les autres passages ont été réalisés en autonomie à 90, 120 et 160 km/h. Des exercices d'évacuation ont été réalisés avec ce type de train, et l'agrément a été accordé le 14 juin 2013 par la société Eurotunnel. Deutsche Bahn a pour ambition d'établir d'ici à 2016 la liaison entre Londres, Amsterdam, Francfort et Cologne. Les trains concernés sont les ICE 3.
Cependant, en 2016, la Deutsche Bahn recule et ne met finalement aucun train en service sur la ligne d'Eurotunnel. Après plusieurs retards de livraison et d'homologation des trains ICE 3 originellement prévus pour emprunter le tunnel sous la Manche, ceux-ci sont finalement homologués pour la France et la Belgique et ne sont pas destinés à circuler en Grande-Bretagne. En juillet, c'est même l'ensemble du projet d'entrée sur le marché de la Deutsche Bahn qui est remis en question. Les raisons invoquées mentionnent les coûts de péage élevés du tunnel, et la concurrence des lignes aériennes, nettement plus rapides et compétitives d'un point de vue tarifaire qu'au début du projet.

### Volontés d'expansion du réseau
Au début des années 2010, Eurostar envisage de développer ses relations entre Londres et l'Europe : Amsterdam, Francfort, Cologne, Lyon, Genève, sont annoncées comme destinations potentielles.
À l'été 2013, une liaison estivale est expérimentée entre Londres et Aix-en-Provence TGV, via Lyon-Part-Dieu et Avignon TGV. Elle est pérennisée à l'été 2015, remplaçant l'ancienne ligne vers Avignon-Centre, la desserte d'Aix-en-Provence étant abandonnée au profit de Marseille-Saint-Charles.
En avril 2018, est lancée la liaison entre Londres et Amsterdam, il faudra toutefois attendre octobre 2020 pour que la création d'installations de sûreté en gare d'Amsterdam permettent aux voyageurs d'effectuer le trajet direct entre Amsterdam et Londres.

### Difficultés lors de la pandémie de Covid-19 et à la suite du Brexit
Au cours de 2020, face aux restrictions drastiques de mobilité des personnes en Europe, Eurostar voit son trafic quotidien s'effondrer, et n'assure plus qu'un aller-retour quotidien sur ses lignes Bruxelles-Londres et Paris-Londres, contre une cinquantaine avant la crise. La desserte des gares d'Ashford International, Ebbsfleet International, Calais - Fréthun, est suspendue. Le nombre de passagers dans le tunnel sous la Manche a ainsi reculé d'au moins 95 % depuis mars 2020. Face à cette situation, Eurostar réclame au gouvernement britannique une aide similaire à celle accordée aux compagnies aériennes, sous forme de prêts, de financements et de crédits d'impôts.
Début 2021, Eurostar doit également faire face aux conséquences du retrait du Royaume-Uni de l'Union européenne : les formalités supplémentaires auxquelles doivent se soumettre les passagers ayant la nationalité d'un pays membre de l'Union Européenne ne permettent pas aux polices aux frontières de gérer le flux habituel de passagers, et Eurostar se voit contraint de ne vendre que les deux tiers des sièges aux heures de pointe. La desserte d'Ashford, Ebbsfleet et Calais ne reprend pas. La liaison estivale entre Londres et Marseille, suspendue lors de la pandémie de Covid-19, ne sera pas rétablie. La liaison entre Londres et Marne-la-Vallée - Chessy est également suspendue en juin 2023. La liaison hivernale régulière entre Londres et Bourg-Saint-Maurice devient un train affrété pour le compte de la Compagnie des Alpes, pendant les hivers 2021 et 2022, puis elle est à son tour abandonnée et remplacée par une correspondance à Lille-Europe.
Par ailleurs, d'importants travaux prévus en gare d'Amsterdam Centraal à partir de l'été 2024 menacent la liaison récemment lancée quelques années plus tôt par Eurostar, les travaux rendant indisponibles les installations de sûreté et de contrôles frontaliers utilisées par Eurostar.

### 2022-: Fusion avec Thalys

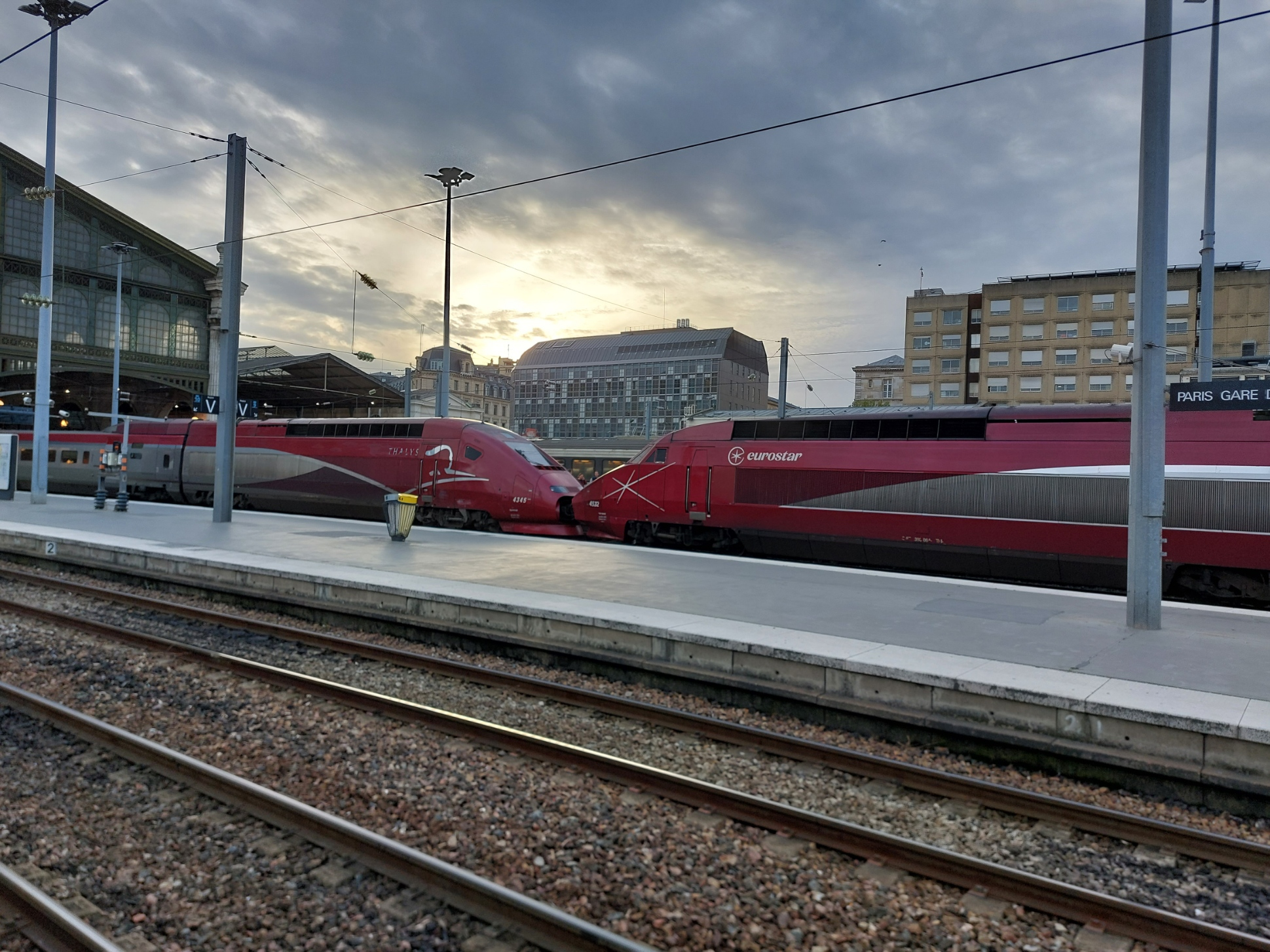
Deux rames Eurostar ex-Thalys accouplées en gare de Paris-Nord le 2023-10-19, l'une arborant déjà le logo Eurostar, l'autre non.

En septembre 2019, les actionnaires d'Eurostar et de Thalys, avec notamment la SNCF comme actionnaire majoritaire, proposent une fusion des deux réseaux en une seule entreprise partageant la même marque.
Après un an d'attente, en 2020, le projet de fusion est réactivé.
En 2021, il est décidé que la marque Eurostar deviendra la marque unique pour les deux réseaux ; les matériels roulants des deux marques vont néanmoins conserver leurs livrées. Cette décision est mise en application le 1er octobre 2023.
Le 28 mars 2022, la Commission européenne valide la fusion. En avril 2022, Eurostar International Ltd est intégrée au sein de la nouvelle holding Eurostar Group.

## Identité visuelle (logo)

Logo de 1994 à 2011.
Logo de 2011 à 2023.
Logo alternatif de 2017 à 2023.
Logo depuis 2023.

## Liaisons
À l'été 2023, Eurostar ne dessert plus que six villes : Londres, Lille, Paris, Bruxelles, Rotterdam et Amsterdam. La desserte de Calais (Fréthun), Ashford et Ebbsfleet a été suspendue en 2020, sans visibilité sur leur éventuel rétablissement,.
Le 1er octobre 2023, les services jusqu'alors exploités sous la marque Thalys ont été repris par Eurostar, dont le réseau a ainsi été complété. Désormais, Eurostar dessert les gares suivantes :
- au départ de Londres-Saint-Pancras (ceci correspond au réseau Eurostar préexistant) :
  - Paris-Nord,
  - Lille-Europe (avec correspondance spécifique vers Bourg-Saint-Maurice certains samedis en hiver[27]),
  - Bruxelles-Midi,
  - Amsterdam-Central via Rotterdam-Central ;
- au départ de Paris-Nord (ex-Thalys) :
  - Bruxelles-Midi,
  - Amsterdam-Central via Bruxelles-Midi, Anvers-Central, Rotterdam-Central et Schiphol-Aéroport,
  - Cologne via Bruxelles-Midi, Liège-Guillemins et Aix-la-Chapelle,
  - à la suite de la desserte de Cologne : Düsseldorf, Düsseldorf-Aéroport, Duisbourg, Essen et Dortmund ;
- au départ d'Amsterdam-Central et de Bruxelles-Midi (ex-Thalys) :
  - Marne-la-Vallée - Chessy via Aéroport Charles-de-Gaulle 2 TGV,
  - Marseille-Saint-Charles via Valence TGV, Avignon TGV et Aix-en-Provence TGV, uniquement en service saisonnier (Eurostar Sun), les samedis de fin juin à fin août,
  - Bourg-Saint-Maurice via Chambéry - Challes-les-Eaux, Albertville, Moûtiers - Salins - Brides-les-Bains, Aime-La Plagne et Landry, également en service saisonnier (Eurostar Snow), les samedis de décembre à avril.

| KBHFa |

|  | BHF | FLUGg |

| BHF |

| GRZq+ZOLL |

| BHF |

| b | LSTR |  | KBHFa |

| b | LSTR |  | BHF |

| b | LSTR |  | BHF |

| b | LSTR | FLUGg | BHF |

| b | LSTR |  | BHF |

| b | LSTR |  | BHF |

| b | LSTR |  | BHF |

| b | LSTR |  | GRZq+ZOLL |

| b | LSTR | STRc2 | BHF3 |

| b | ABZg+l | STRr+1 | STRc4 |

| BHF |

| KBHFa |  | LSTR | b |

| tSTRa |  | LSTR | b |

| lZOLL · WFILL |  | LSTR | b |

| tSTRe |  | LSTR | b |

| STR2 | STRc3 | GRZq+ZOLL | b |

| STRc1 | BHFl+4 | ABZgr+r | b |

| STR |

|  | KRWgl | KRW+r |

| b | STR | BHF | FLUGg |

|  | KBHFe | STR |

| b | BHF |

| b |  | KRWgl | KRW+r |

| b |  | LSTR | BHF |

| b |  | LSTR | BHF |

| b |  | LSTR | BHF |

| b |  | LSTR | BHF |

| b |  | LSTR | BHF |

| b |  | LSTR | KBHFe |

| b | BHF |

| b | BHF |

| b | BHF |

| b | KBHFe |

|  |

|  |

|  |

| KBHFa |

|  | BHF | FLUGg |

| BHF |

| GRZq+ZOLL |

| BHF |

| b | LSTR |  | KBHFa |

| b | LSTR |  | BHF |

| b | LSTR |  | BHF |

| b | LSTR | FLUGg | BHF |

| b | LSTR |  | BHF |

| b | LSTR |  | BHF |

| b | LSTR |  | BHF |

| b | LSTR |  | GRZq+ZOLL |

| b | LSTR | STRc2 | BHF3 |

| b | ABZg+l | STRr+1 | STRc4 |

| BHF |

| KBHFa |  | LSTR | b |

| tSTRa |  | LSTR | b |

| lZOLL · WFILL |  | LSTR | b |

| tSTRe |  | LSTR | b |

| STR2 | STRc3 | GRZq+ZOLL | b |

| STRc1 | BHFl+4 | ABZgr+r | b |

| STR |

|  | KRWgl | KRW+r |

| b | STR | BHF | FLUGg |

|  | KBHFe | STR |

| b | BHF |

| b |  | KRWgl | KRW+r |

| b |  | LSTR | BHF |

| b |  | LSTR | BHF |

| b |  | LSTR | BHF |

| b |  | LSTR | BHF |

| b |  | LSTR | BHF |

| b |  | LSTR | KBHFe |

| b | BHF |

| b | BHF |

| b | BHF |

| b | KBHFe |

|  |

|  |

|  |

### Bruxelles - Genève
Fin mai 2000, Thalys a introduit une paire de trains entre Bruxelles et Genève. Vu le peu de succès, la liaison est suspendue en septembre 2002.
En juin 2025, Eurostar annonce l'ambition de relancer la liaison Genève - Bruxelles trois fois par jour, une fois par jour prolongée à Amsterdam, ainsi qu'un Genève - Londres et Genève - Paris.

## Matériel roulant

### TGV TMST et e320
Ces rames, homologuées pour emprunter le tunnel sous la Manche, sont utilisées pour assurer les services transmanches.

#### TGV TMST

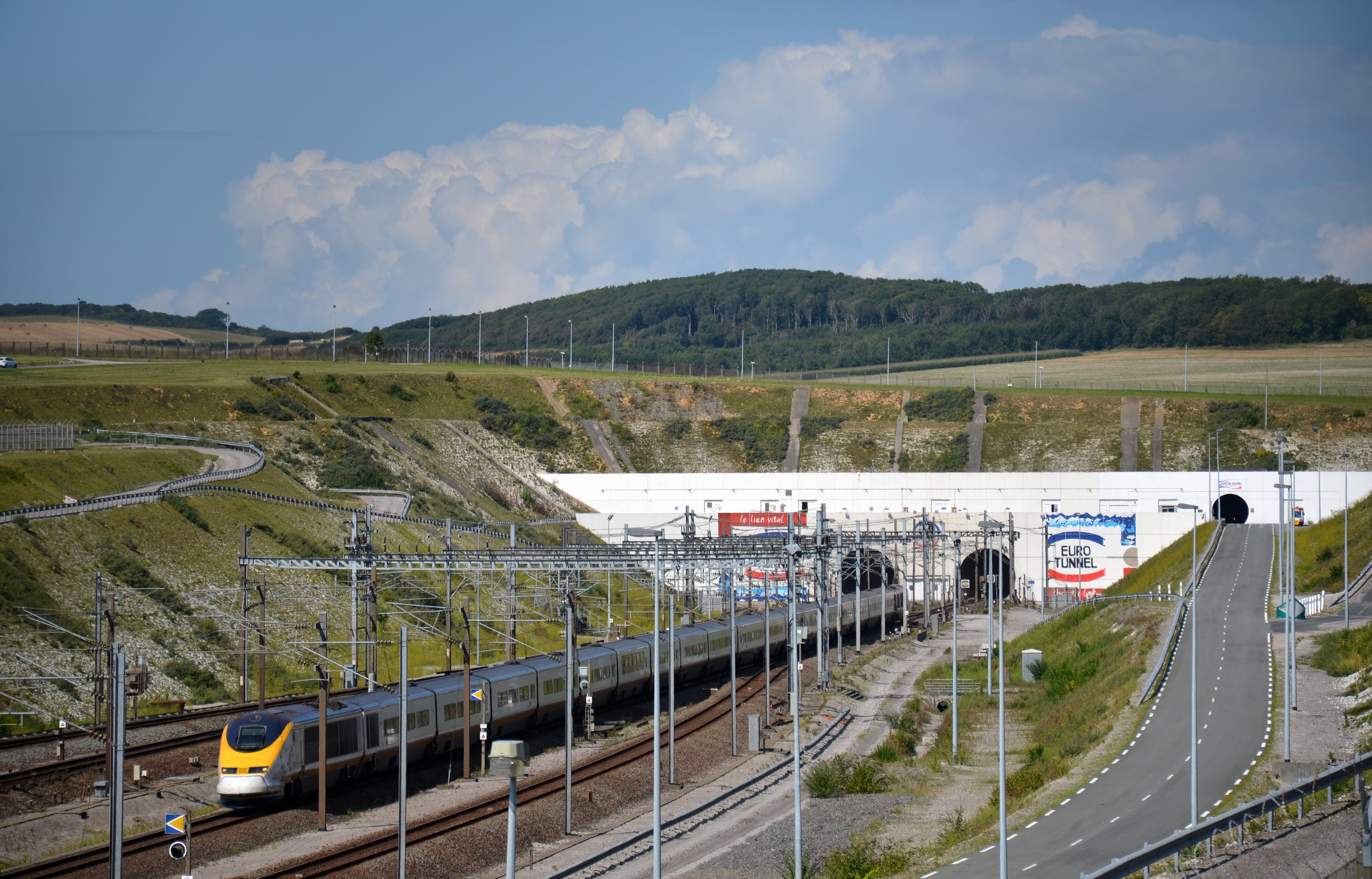
Un TGV TMST à la sortie du tunnel sous la Manche.

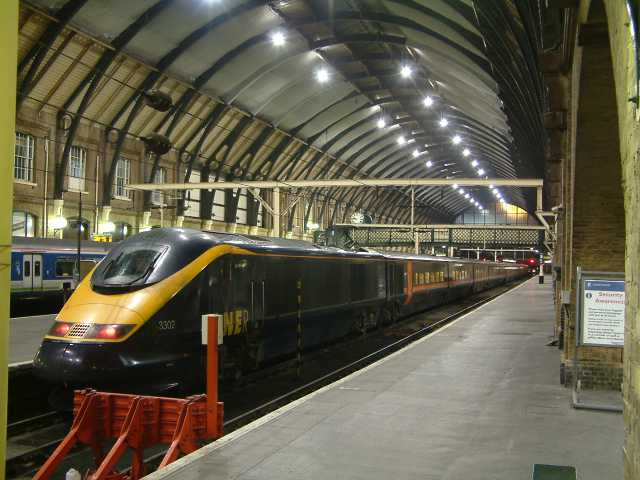
Rame d'Eurostar « NOL » en gare de King's Cross à Londres, avec la livrée GNER.

Les rames utilisées par le service Eurostar sont des TGV TMST 3C (pour TGV TransMancheSuperTrain trois capitales), également appelés British Rail Class 373 au Royaume-Uni. Entre 1992 à 1996, 38 exemplaires de ces rames ont été construites par GEC-Alsthom pour un coût unitaire de 210 millions de francs.
Le TGV TMST comporte des particularités propres à chaque réseau sur lequel il est apte à circuler (France, Belgique et Angleterre). Les voitures sont au gabarit britannique, plus réduit en largeur et en hauteur que le gabarit continental. Elles sont tricourant (monophasé 25 kV-50 Hz, continu 3 kV et continu 750 V), et étaient équipées de frotteurs pour capter le courant 750 volts sur la partie supérieure d'un troisième rail latéral au sol sur les lignes classiques du Sud de l'Angleterre jusqu'à fin 2007. Certaines rames appartenant à la SNCF sont aussi aptes à circuler sous 1 500 V CC. Les rames sont sécables en deux demi-rames, ainsi qu'au niveau des motrices, afin de permettre d'abandonner si besoin la partie sinistrée sur place et sortir du tunnel avec la partie saine.
Sur les 38 rames initialement construites, dix seulement sont utilisées pour les liaisons Paris - Bruxelles - Londres, tandis que trois ont été exploitées (jusqu'à la fin de 2014) par la SNCF pour des relations intérieures entre Paris et le Nord de la France. Le reste des rames, baptisées North of London (NOL) et d'une longueur inférieure, devait être affecté au service Regional Eurostar (en) qui a depuis été abandonné. Un temps exploitées par la Great North Eastern Railway (GNER), quelques rames ont été utilisées (également jusqu'à la fin de 2014) par la SNCF sur des relations dans le nord de la France, les autres (à mi-vie) sont stationnées, inutilisées, se détériorent et sont en attente d'amortissement à Ambronay (Ain).

#### Eurostar e320

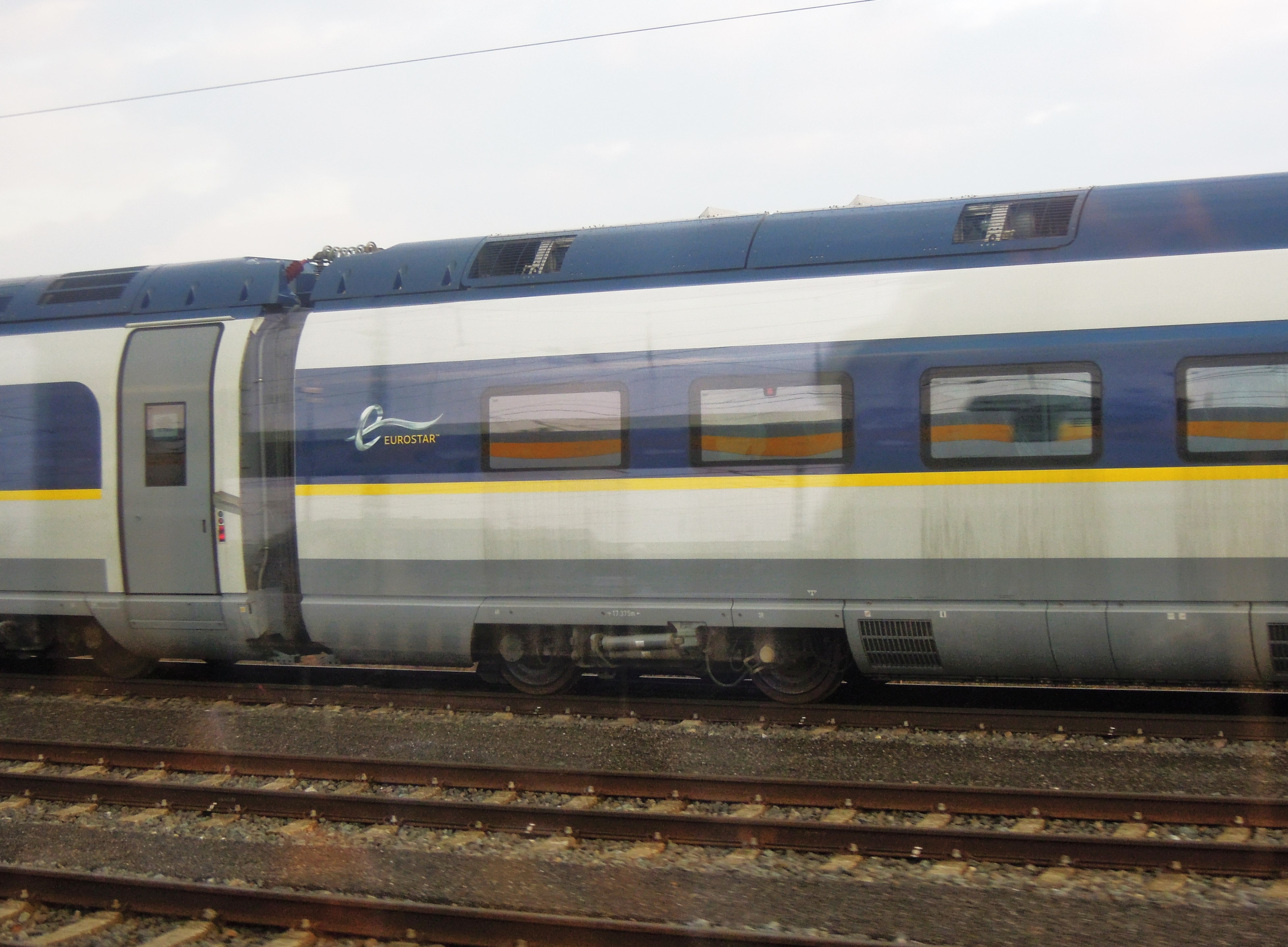
Deux voitures d'un e320 d'Eurostar.

En octobre 2010, la société Eurostar a commandé 10 rames à grande vitesse de type Velaro au constructeur Siemens. Ces nouveaux trains nommés e320 seront interopérables, c'est-à-dire capable de rouler sur les différents réseaux européens, pourront transporter 900 passagers, soit 20 % de plus que les rames actuelles, à une vitesse maximale de 320 km/h.
Ce choix a provoqué une vive réaction d'Alstom et de plusieurs membres du gouvernement français qui soulèvent des arguments de sécurité relatifs au passage dans le tunnel. Les règles de sécurité pour le franchissement du tunnel imposent des rames d'environ 400 mètres pour couvrir au moins une sortie au niveau des rameaux de communication (espacés de 375 mètres) avec le tunnel de service et des rames sécables en leur milieu pour permettre d'extraire les passagers plus rapidement si une partie de la rame subit une avarie importante. Une double rame ne satisfait pas à ce principe car les passagers ne peuvent transiter de l'une à l'autre sans sortir dans le tunnel.
En 2013, le constructeur annonce que la livraison des rames est reportée à 2015 contre 2014 auparavant. Ces rames entrent en service à compter de fin 2015, puis sont progressivement déployées depuis début 2016 sur les relations d'Eurostar.
Sept autres rames ont été livrées pour remplacer les rames TMST (e300) devenues inutilisables, garées à Ambronay.

### TGV PBA et PBKA

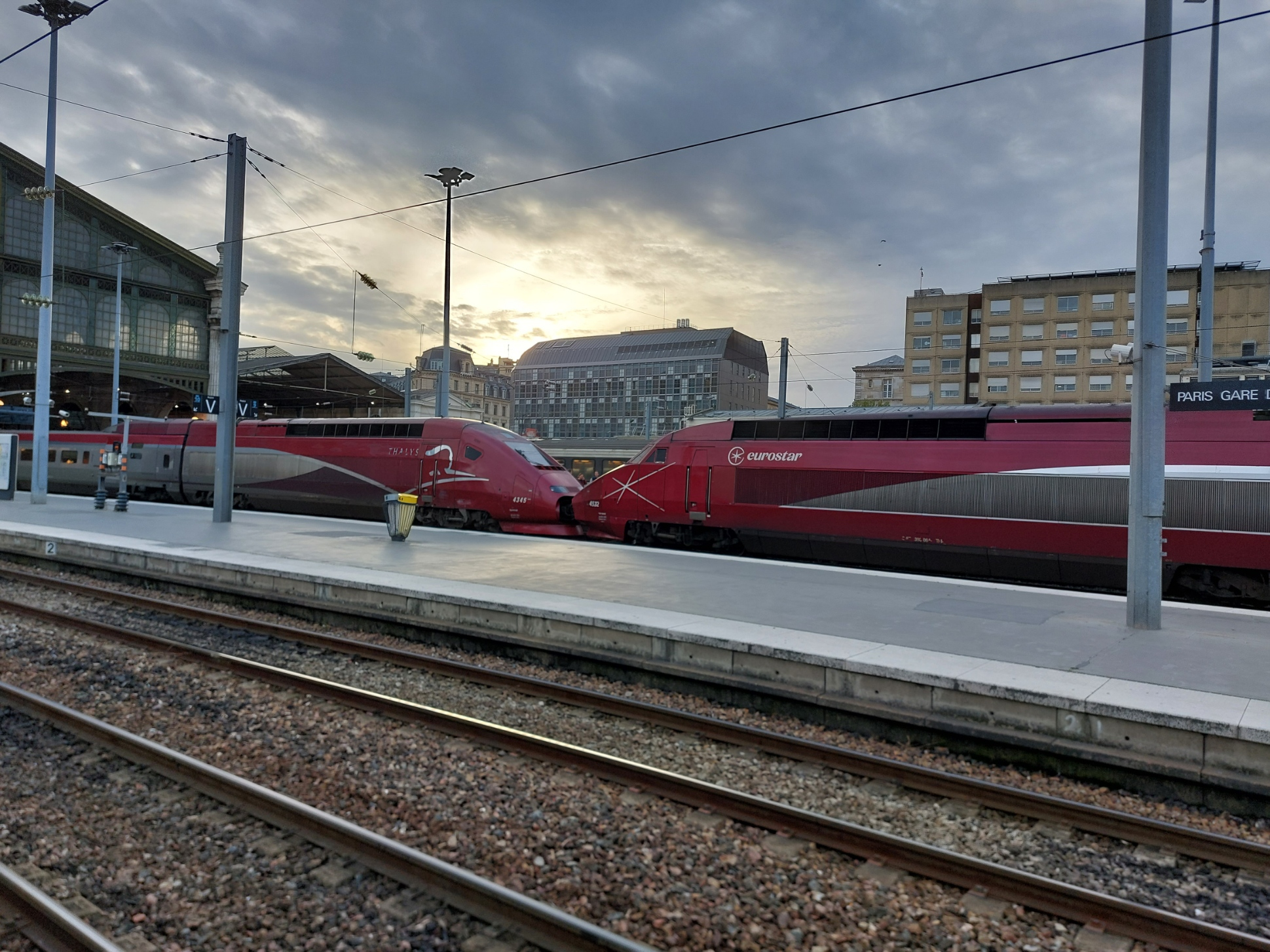
Rame PBA, arborant le nouveau logo d'Eurostar, couplée à une rame PBKA, arborant encore le logo Thalys.

Depuis le 1er octobre 2023, les rames TGV PBA et PBKA sont exclusivement utilisées pour les services Eurostar desservant l'Europe continentale (ex-Thalys) : entre la France, la Belgique et les Pays-Bas pour les rames PBA (tricourant), les PBKA (quadricourant) étant en outre équipées pour desservir l'Allemagne, en plus des trois pays précités. Elles conservent (en tout cas dans un premier temps) leur livrée rouge.

## Exploitation

### Organisation
À l'origine, chaque entreprise ferroviaire participant dans le projet Eurostar gérait l'exploitation technique et commerciale sur son territoire, c.a.d. la SNCF en France, la SNCB en Belgique et les European Passenger Services (EPS) de British Railways. Au cours de la privatisation, EPS fut vendu à la nouvelle entreprise London and Continental Railways (L&CR), qui changeait le nom de EPS à Eurostar (UK) Ltd, court EUKL. L&CR avait aussi acquis Union Railway, la filiale de British Railways pour la construction du Channel Tunnel Rail Link. Quand en 1998, L&CR vivait une grande crise financière, la gérance de EUKL fut adjugée à une autre entreprise, InterCapital and Regional Railways (ICRR), dont la National Express Group britannique détenait 40 % du capital, la SNCF 35 %, la SNCB 15 % et — comme partenaire silencieux — British Airways 10 %. Ce « management contract » expira en 2010.
En 1999, ICRR, SNCF et SNCB formaient l'entreprise Eurostar Group Ltd avec son siège à Londres pour mettre la gestion commerciale du projet Eurostar dans les mains d'une direction unique. Avec sa participation directe et son poids dans le capital de ICRR, la SNCF joue un rôle prépondérant dans Eurostar Group Ltd. Guillaume Pepy, le président de la SNCF est aussi président (« chairman ») de Eurostar Group Ltd. Le Directeur Général (« Chief Operating Officer ») est depuis 2002 Richard Brown, qui avant dirigeait National Express Group depuis 1996 et jouait, avant son avancement au poste de directeur général, le rôle de Directeur commercial d'Eurostar Group et membre du comité de direction d'Eurostar.
À compter du 1er septembre 2010, les actionnaires mettent en place une nouvelle équipe de direction.
Richard Brown, directeur général d’Eurostar depuis 2002, est nommé président non-exécutif d’Eurostar, en remplacement de Guillaume Pepy, président d’Eurostar depuis février 1998. Nicolas Petrovic, actuel directeur général adjoint, devient directeur général.
La SNCF participe en Eurostar Group Ltd à trois niveaux : comme partenaire direct en Eurostar Group, comme copropriétaire de ICRR, et comme actionnaire de London & Continental Railways. SNCF Participations donne son taux du capital combiné de Eurostar comme 62 %.

### Contrôle, sécurité et questions concernant la légalité des contrôles
Tous les passagers empruntant les trains Eurostar dont le terminus est Londres sont soumis à un contrôle douanier et à un contrôle de leurs bagages. La sécurité à l'intérieur du tunnel sous la Manche, la surveillance de l'immigration clandestine, ainsi que le fait que le Royaume-Uni ne soit pas signataire des accords de Schengen sont les motifs invoqués par les gouvernements belge, français et britannique pour justifier ces contrôles.
Depuis les accords internationaux dits « tripartites » signés en 1993 entre la France, le Royaume de Belgique et le Royaume de Grande-Bretagne et d'Irlande du Nord, dans chaque gare où se trouve un accès « Eurostar », tout voyageur souhaitant emprunter un train à destination du Royaume-Uni ou de l'Europe continentale doit se soumettre à ces contrôles (sauf pour le trajet de Lille à Bruxelles), même s'il reste au sein de l'espace Schengen (trajet de Bruxelles à Lille en Eurostar). Cependant, lors de la ratification de ce traité, le Gouvernement belge s'interrogeait sur la compatibilité de ces accords, et donc sur la légalité des contrôles opérés en gare de Bruxelles midi par les douaniers britanniques, avec les accords Schengen et les dispositions des traités instituant l'Union européenne relatives à la libre circulation des personnes.
Ces contrôles impliquent de façon permanente un passage des bagages aux rayons X et un contrôle des titres d'identités (passeport). Ces derniers se sont retrouvés d'autant plus renforcés à la suite des attentats du 11 septembre et afin d'empêcher l'immigration clandestine entre la France, la Belgique et le Royaume-Uni.
Ainsi, la sécurité des gares accueillant normalement les trains Eurostar est-elle assurée par l'aménagement de « zones stériles » réservées aux voyageurs ayant subi les contrôles. À la sortie de ces zones, peu ou pas de contrôles sont organisés, et se limitent à une simple vérification d'identité et des titres de transport. Il en ressort donc que les correspondances après un trajet en Eurostar sont facilitées, contrairement à la procédure avant le trajet Eurostar qui demande en moyenne une demi-heure.
En février 2017, des sas de contrôle automatisés sont installés avec reconnaissance faciale à la gare de Paris-Nord.

### Service à bord
Trois classes sont proposées à bord, voici les prestations :
Standard :
- Enregistrement jusqu'à 30 minutes avant le départ
- Jusqu’à 2 sacs ou valises et 1 petit bagage à main autorisés à bord gratuitement

Standard premier :
- Enregistrement jusqu'à 30 minutes avant le départ
- Sièges plus spacieux
- Repas léger avec boissons chaudes et froides servis à la place
- Magazines offerts à bord
- Jusqu’à 2 sacs ou valises et 1 petit bagage à main autorisés à bord gratuitement

Business premier :
- Billets totalement flexibles, guichets dédiés et embarquement garanti
- Enregistrement express jusqu'à 10 minutes avant le départ
- Accès aux salons Business Premier
- Sièges plus spacieux
- Repas gourmet composé de trois plats et boissons servis à la place
- Service de réservation de taxis dans les salons et à bord
- Journaux et magazines offerts dans les salons et à bord

### Fréquence et trafic
Entre novembre 1994 (lancement du service) et décembre 2004, Eurostar Group Ltd a transporté 61 millions de voyageurs.
| Le graphique qui aurait dû être présenté ici ne peut pas être affiché car il utilise l'ancienne extension Graph, désactivée pour des questions de sécurité. Des indications pour créer un nouveau graphique avec la nouvelle extension Chart sont disponibles ici . | Valeurs : - 2004 : 7,27 millions de voyageurs (+ 15 % par rapport à 2003) ; vente de billets : 433 millions de livres sterling (environ 600 millions d'euros) ; - 2005 : 7,45 millions de voyageurs ; vente de billets : 464 millions de livres sterling (environ 682 millions d'euros) ; - 2006 : 7,85 millions de voyageurs (+ 4,6 % par rapport à 2005) ; vente de billets : 518 millions de livres sterling (environ 762 millions d'euros) ; - 2007 : 8,26 millions de voyageurs (+ 5,1 % par rapport à 2006) ; vente de billets : 599 millions de livres sterling (environ 803 millions d'euros) en hausse de 15,5 % ; - 2008 : 9,1 millions de voyageurs (+ 10,3 % par rapport à 2007) ; vente de billets : 664 millions de livres sterling, en hausse de 10,9 % par rapport à 2007 ; - 2009 : 9,2 millions de voyageurs ; - 2010 : 9,5 millions de voyageurs (+ 3 % par rapport à 2009) ; - 2011 : 9,7 millions de voyageurs (+ 2 %) ; - 2018 : 11 millions de voyageurs. |
| Sources diverses, | |

La régularité a été de 95 % sur l'année 2009 contre 68,8 % pour l'avion sur les mêmes dessertes.
La part de marché sur Paris-Londres est de 70 %, soit 80 à 85 % en clientèle loisirs et 50 à 55 % en clientèle affaires en 2007.
Le prix des péages acquittés aux gestionnaires d'infrastructure, soit Eurotunnel, Highspeed1, RFF et le gestionnaire belge, représente plus de la moitié des recettes.
Ce résultat s'explique par un déplacement du marché aérien au profit d'Eurostar depuis la mise en service partielle de la ligne nouvelle (High Speed 1) entre le tunnel et Londres qui a permis de réduire de 20 minutes le temps de trajet.
| Année | Paris - Londres | Bruxelles - Londres | Commentaire                                   |
| ----- | --------------- | ------------------- | --------------------------------------------- |
| 1994  | 2 h 55          | 3 h 15              | Mise en service du Tunnel sous la Manche      |
| 1997  | 2 h 55          | 2 h 30              | Mise en service de la ligne Bruxelles - Lille |
| 2003  | 2 h 35          | 2 h 15              | Mise en service du premier tronçon de la HS1  |
| 2006  | 2 h 35          | 2 h 11              | Mise en service du viaduc de Bruxelles - Midi |
| 2007  | 2 h 15          | 1 h 51              | Mise en service du second tronçon de la HS1   |

| Le graphique qui aurait dû être présenté ici ne peut pas être affiché car il utilise l'ancienne extension Graph, désactivée pour des questions de sécurité. Des indications pour créer un nouveau graphique avec la nouvelle extension Chart sont disponibles ici . |

## Développements futurs

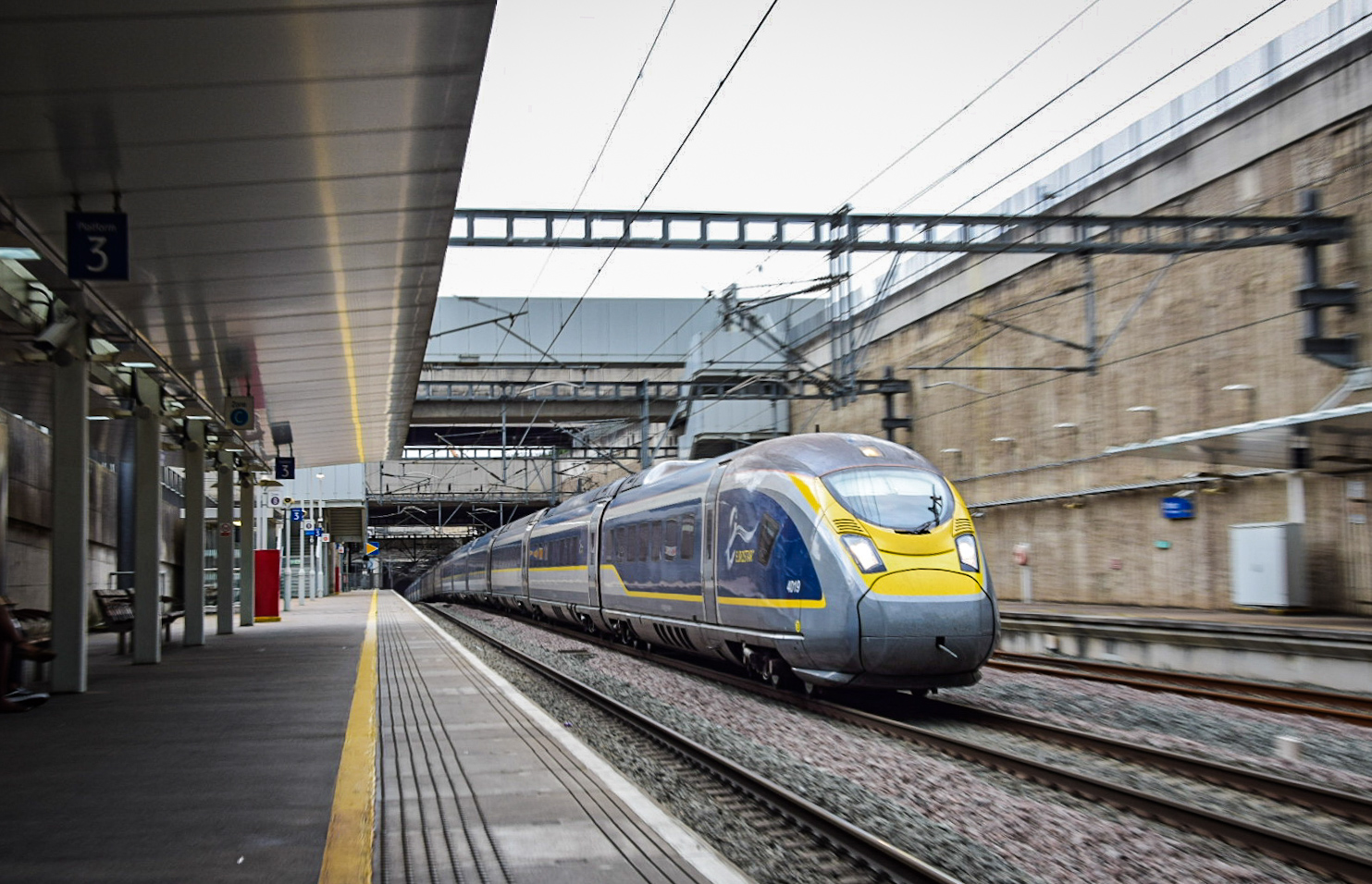
Photo d'une rame automotrice électrique Class 374 de British Rail en gare.

Soutenu par les pouvoirs locaux depuis plusieurs années, un projet de ligne à grande vitesse reliant Paris à Londres en passant par Amiens, appelée LGV Picardie, permettant de gagner 20 minutes sur le trajet entre Paris et Calais et de ramener la durée du trajet entre Paris et Londres à 2 heures, avait été proposé à la Commission nationale du débat public par Réseau ferré de France en 2006, mais a été rejeté le 7 février 2007,.
En octobre 2008, à la suite d'une proposition de députés de la Somme, un amendement à la Loi Grenelle 1, incluant cette ligne dans les 2 500 km de lignes nouvelles à construire pour 2020, a été adopté par les députés français,. Finalement, ce projet est abandonné ou au moins ajourné.